# بلدار حاجدینی
بلدار حاجدینی (انگلیسی: Bledar Hajdini؛ زادهٔ ۱۹ ژوئن ۱۹۹۵) بازیکن فوتبال اهل کوزوو است.
وی همچنین در تیم ملی فوتبال کوزوو بازی کرده‌است.